# Kim Nam-gil
Dans ce nom coréen, le nom de famille, Kim, précède le nom personnel.
Pour les articles homonymes, voir Kim.
Kim Nam-gil (hangeul : 김남길 ; hanja : 金南佶 ; RR : Gim Nam-gil ; MR : Kim Namkil) est un acteur, producteur, réalisateur et chanteur sud-coréen, né le 13 mars 1980 à Séoul.

## Biographie

### Jeunesse
Kim Nam-gil naît le 13 mars 1980 à Séoul.

### Carrière

#### Début
En 1999, Kim Nam-gil commence sa carrière d’acteur, à la télévision, avec un rôle mineur dans la série School 1. Quatre ans plus tard, en 2003, il se présente à l'Audition des talents, que la chaîne MBC effectue chaque année, avant d'apparaître dans de différents petits rôles dans des séries telles que Be Strong, Geum-soon! (2005). Au cours de cette période, il utilise le nom de Lee Han afin d’éviter la confusion avec un autre acteur sud-coréen, lui-même, nommé Kang Nam-gil (en). Les années suivantes, il aborde des rôles secondaires dans les séries, entre autres, Goodbye Solo (2006), Lovers (2006) et When Spring Comes (2007).
En 2004, il commence sa carrière au grand écran dans le film de gangsters Low Life.
En 2006, il joue un homosexuel dans le film indépendant No Regret qui comprend plusieurs scènes de sexe gay. Le film est applaudi par la critique, a fait le tour des festivals et est présenté, entre autres, à la Berlinale en 2007. 
En 2008, il est choisi pour le film Public Enemy Returns, aux côtés de l’acteur Jung Jae-young. Outre l’influence du réalisateur Kang Woo-Suk, il cesse d'utiliser son surnom Lee-Han — contre l'avis de son agent et manager — pour reprendre son nom réel. Plus tard, cette année, il joue son premier rôle principal dans le film commercial Portrait of a Beauty. Bien que sa co-star Kim Min-Sun ait attirée l’attention dans ce film érotique, la performance de Kim Nam-Gil n’est pas pour autant passée inaperçue.

#### Révélation
En 2009, Kim Nam-gil auditionne pour l’un des personnages principaux dans la série historique Queen Seondeok, un rôle qui a vite changé sa vie : elle devient l'une des séries télévisées ayant battu tous les records de popularité dans les annales de la télévision publique, atteignant un maximum supérieur à 40 % et permettant à l'acteur se faire un nom. Concernant le rôle de l’espiègle Bidam, il dit avoir été inspiré de plusieurs personnages du manhwa comme Han Bi-Kwang dans The Ruler of the Land, Miyamoto Musashi dans Vagabond et Kang Baek-Ho dans Slam Dunk. Les scénaristes ont réécrit le script afin de répondre à la popularité de Bidam auprès de l’audience, donnant au personnage plus de temps d’écran pour parfaire la romance avec Seondeok, jusqu’à ce qu’un deuxième personnage masculin qui fasse son apparition,,. Malgré une blessure à cheval durant le tournage et une hospitalisation due à la grippe H1N1, la carrière de l’acteur n'est pas entachée par ces deux incidents. Il gagne plusieurs récompenses pour sa performance au sein de la série, voit son fan-club s’étendre au niveau international,.
En 2010, il tient le rôle d’un antihéros dans Bad Guy, un mélodrame sombre sur la vengeance, les ambitions et un amour fatal,,,,. Au milieu du tournage, il reçoit une convocation de service militaire obligatoire : il demande de repousser son passage, mais sa demande lui est refusée. Il joue alors tant qu'il peut, avant de rentrer dans l’armée deux jours plus tard, le 15 juillet 2010. Il suit une formation de base pendant quatre semaines à Nonsan et se sert comme employé de la fonction publique fédérale pendant deux ans.
Même année, il apparaît dans le film indépendant Pokpungjoenya qui a, avant tout, rencontré des difficultés à acquérir une projection en salle, mais, avec la popularité de la série Queen Seondeok et celle de l'acteur en 2009, le film a pu sortir dans les salles,.
Après son service militaire en 2012, il produit le film Ensemble, un mockumentary musical qui est présenté en avant-première au Jecheon International Music & Film Festival. Il est également l'une des quatre célébrités à avoir réalisé, en 2013, un court métrage, avec un smartphone Samsung Galaxy S4, sur le thème « Meet a Life Companion » ; le titre étant Hello, Mom dépeignait l'amour entre une mère et sa fille et évoquait la sensation chaleureuse d'un film analogique. Ceci est suivi par le film d'aventure The Pirates (2014), le réunissant avec Son Ye-jin.

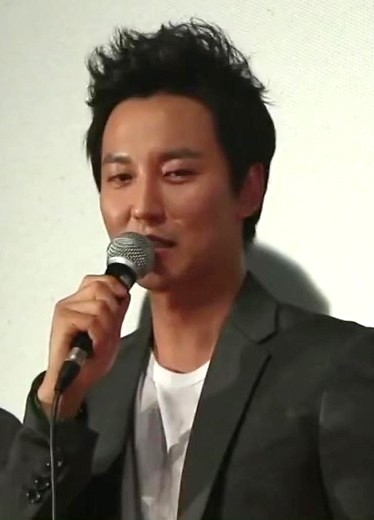
Kim Nam-gil en 2014.

En 2013, il fait son retour à la télévision, avec la série Shark,.
En 2016, il joue dans le film catastrophe Pandora.

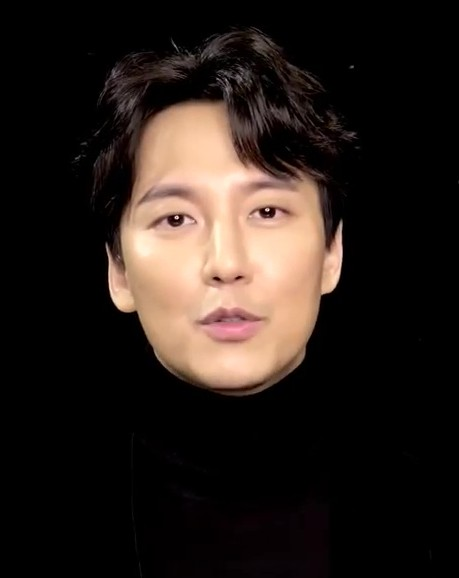
Kim Nam-gil en 2018.

En 2017, il joue dans la série médicale Live Up to Your Name.
En 2019, il incarne un prêtre dans la série policière comique The Fiery Priest. C’est la première série à être bien reçue par les téléspectateurs, atteignant rapidement une audience de 22 %. Il gagne le prix du meilleur acteur dans la cérémonie des Baeksang Arts Awards, ainsi que huit prix pour sa performance, dont le grand prix à la cérémonie des SBS Drama Awards.
En mai 2020, il est confirmé pour interpréter un rôle dans le film catastrophe Défense d'atterrir, aux côtés de Song Kang-ho, Lee Byung-hun, Jeon Do-yeon, Yim Si-wan, Kim So-jin et Park Hae-joon. Ce film est présenté « hors compétition », le 16 juillet 2021, en avant-première mondiale au festival de Cannes,,..
Début mai 2021, il est annoncé dans le rôle principal, celui d'un profileur au sein de l'équipe d'analystes du comportement criminel à l'agence nationale de la police de Séoul, pour la série Through the Darkness (2022).

## Publication
En 2012, Nam-Gil publie un livre Way Back to the Road, relatant ses mémoires des deux dernières années, avec des photos prises par lui-même. Il contient également des paysages de Nouvelle-Zélande capturés par le photographe Cho Nam-ryong, et des contributions de l'écrivain Lee Yoon-chul.

## Filmographie

### Acteur

#### Longs métrages
- 2004 : La Pègre (하류인생) d'Im Kwon-taek : le policier au poste de contrôle
- 2006 : Don't Look Back de Kim Young-nam : Seok-woo
- 2006 : No Regret (후회하지 않아) de Lee Song-hee-il : Song Jae-min
- 2008 : Public Enemy Returns (강철중: 공공의 적 1-1) de Kang Woo-suk : Park Moon-soo
- 2008 : Modern Boy (모던 보이) de Jeong Ji-woo : Hidaka Shinsuke
- 2008 : Portrait of a Beauty (미인도) de Jeon Yun-su : Kang-moo
- 2009 : Handphone (핸드폰) de Kim Han-min : Jang Yoon-ho
- 2010 : Pokpungjoenya (폭풍전야) de Jo Chang-ho : Im Soo-in
- 2014 : The Pirates (해적: 바다로 간 산적) de Lee Seok-hoon : Jang Sa-jeong
- 2015 : The Shameless (무뢰한) d'Oh Seung-uk : Jeong Jae-gon
- 2015 : The Sound of a Flower (도리화가) de Lee Jong-pil : Heungseon Daewongun
- 2016 : Pandora (판도라) de Park Jung-woo : Kang Jae-hyeok
- 2017 : La Mémoire assassine (살인자의 기억법) de Won Shin-yun : Min Tae-joo
- 2017 : One Day (어느날) de Lee Yoon-ki : Lee Kang-soo
- 2019 : The Odd Family: Zombie On Sale (기묘한 가족) de Lee Min-jae : Park Min-gool
- 2020 : The Closet (클로젯) de Kim Kwang-bin : Heo Kyeong-hoon
- 2020 :  Okay Madam (오케이! 마담) de Lee Cheol-ha : l'homme nerveux (caméo)
- 2021 : Défense d'atterrir (비상선언) de Han Jae-rim : Choi Hyun-soo
- 2020 : Hunt (헌트) de Lee Jung-Jae : un agent de succursale de Tokyo n°3 (caméo)
- 2023 : A Man of Reason (보호자) de Jung Woo-Sung : Woo-jin
- prévu en 2025 : Nocturnal (브로큰) de Kim Jin-hwang : Kang Ho-ryeong

#### Producteur
- 2012 : Ensemble de Lee Jong-pil

#### Réalisateur
- 2013 : Hello, Mom (court métrage)

### Séries télévisées
- 1999 : School 1 : Min-soo
- 2004 : MBC Best Theater Kang Jang-soo's Love House
- 2004 : Nonstop 4 (논스톱) : l'ami d'Hyun-bin
- 2004 : Sweet Buns (단팥빵) : le petit-ami d'Hong Hye-jan
- 2005 : Be Strong, Geum-soon! (굳세어라 금순아) : Noh Seong-hwan
- 2005 : The 5th Republic (제5공화국) : Park Ji-man
- 2005 : My Name is Kim Sam-soon (내 이름은 김삼순) : Kim Byung-tae
- 2006 : Goodbye Solo (굿바이 솔로) : Yoo Ji-an
- 2006 : Lovers (연인) : Tae-San
- 2007 : When Spring Comes : Kim Joon-ki
- 2007 : Several Questions That Make Us Happy : Im Seok-joo
- 2008 : Terroir (떼루아) : Jo I-yeong
- 2008 : White Lie (하얀 거짓말)
- 2009 : Queen Seondeok (선덕여왕) : Bidam
- 2010 : Haiti, Tears of Tragedy
- 2010 : Personal Taste (개인의 취향) : l'homme au café (caméo, épisode 11)
- 2010 : Bad Guy (나쁜 남자) : Shim Gun-wook
- 2013 : Shark (상어) : Han Yi-soo
- 2017 : Live Up to Your Name (명불허전) : Heo-Im
- 2019 : The Fiery Priest (열혈사제) : Kim Hae-il
- 2021 : Those Who Read the Mind of Evil (악의 마음을 읽는 자들)
- 2022 : Island (아일랜드) : Van
- 2022 : Through the Darkness (악의 마음을 읽는 자들) : Song Ha-young
- 2023 : Song of the Bandits (도적: 칼의 소리) : Lee Yoon
- 2024 : The Fiery Priest Season 2 (열혈사제2) : Kim Hae-il
- 2025 : Trigger (트리거) : Lee Do